# جوش كولين
جوش كولين (بالإنجليزية: Josh Cullen)‏ (7 أبريل 1996 المملكة المتحدة - ) هو لاعب كرة قدم بريطاني يلعب كمدافع.

## روابط خارجية
- جوش كولين على موقع الاتحاد الدولي (مؤرشف)  (الإنجليزية)
- جوش كولين على موقع الاتحاد الأوربي (الإنجليزية)
- جوش كولين على موقع قاعدة بيانات كرة القدم.إي يو (الإنجليزية)
- جوش كولين على موقع ناشيونال فوتبول تيمز (الإنجليزية)
- جوش كولين على موقع Soccerbase.com (لاعب) (الإنجليزية)
- جوش كولين على موقع Soccerway.com (الإنجليزية)
- جوش كولين على موقع عالم كرة القدم.نت (الإنجليزية)
- جوش كولين على موقع AS.com (الإسبانية)